# Colégio da Companhia de Jesus de Pontevedra
O antigo Colégio dos Jesuítas é um edifício barroco do século XVIII localizado na rua Sarmiento, no coração da cidade velha de Pontevedra, em Espanha. Hoje é conhecido como Edifício Sarmiento e é uma das sedes do Museu de Pontevedra.

## História
A construção do covento e Colégio Jesuíta na cidade começou em 1695 e foi concluída em 1714, junto à sua igreja (hoje Igreja de São Bartolomeu), seguindo as orientações do Barroco Internacional, com uma influência italiana adaptada às fórmulas da tradição local.
O centro foi patrocinado pelo padre Jorge de Andrade, e pelo município de Pontevedra, com o objectivo de reunir os estudos existentes na cidade numa única instituição. Estes estudos foram supervisionados por uma fundação criada em 1644, cujo conselho de administração incluía importantes famílias nobres como as famílias Guimarey, Mosquera, Villar e Pimentel e os Marqueses de Aranda. O colégio teve estudantes como o Padre Isla ou Dom Martín Sarmiento que dera ao edifício o seu nome actual. Em 1683 a Câmara Municipal de Pontevedra cedeu o terreno para a construção do convento e da escola jesuíta.
Em 1767, Carlos III decretou a expulsão dos jesuítas de Espanha. A partir desse momento, o colégio teve diferentes funções como sede de diferentes entidades e sociedades, tais como a Escola de Primeiras Letras e Latinidade ou a fábrica de tecidos dos irmãos ingleses Lees, pioneiros da industrialização na Galiza. Em 1845 tornou-se a primeira sede do Escola Secundária Provincial de Pontevedra (inaugurado a 19 de Novembro de 1845), onde estudou Valle-Inclán e da Escola Normal de Professores da província de Pontevedra, bem como uma escola primária. Em 1860 tornou-se também a sede da primeira Escola Normal para professoras em Galiza.
De 1903 a 1974, o Colégio da Companhia foi a sede do orfanato da província de Pontevedra, que a partir de 1955 passaria a ser conhecido como o Hogar Provincial. Em 1978, o Ministério do Interior espanhol cedeu o edifício ao Museu de Pontevedra para o tornar uma das suas sedes. Os trabalhos de reforma do edifício começaram em 1979. Em setembro de 1981, teve lugar no seu claustro uma exposição de gravuras de Francisco de Goya. No entanto, a abertura final só teve lugar a 11 de agosto de 1984.
O edifício foi amplamente remodelado no início de 2010 pelos arquitectos Eduardo Pesquera e Jesús Ulargui e foi reaberto a 21 de agosto de 2013. O claustro interior foi envidraçado e a cave e as suas arcadas foram realçadas.

## Descrição
O antigo convento e colégio jesuíta tem uma planta rectangular. No exterior, o edifício tem uma longa e sóbria fachada de granito barroca com um grande número de janelas simétricas, às quais se juntou mais tarde a parte mais próxima da rua Cobián Roffignac. É composta por um rés-do-chão e um primeiro andar. A porta do lintel no canto ao lado da igreja é digna de nota. Esta porta está decorada com placas e pilastras e, sobre ela está um grande brasão de pedra esculpida com o brasão de Espanha num medalhão.
No interior há uma suntuosa escadaria de pedra que vai desde a entrada do rés-do-chão ao primeiro e segundo andares e que foi construida por Mateo López em 1722.
O claustro e a cave também são notáveis. O claustro tem dois andares com arcos duplos, quatro arcos em cada lado e pilastras de ordem dórica. É semelhante ao claustro da Igreja da Companhia de Villafranca del Bierzo, na província de Leão.
A cave tem grandes arcadas. A seção arqueológica do museu está aí instalada, incluindo miliários romanos encontrados perto da ponte do Burgo. Na cave existe também um restaurante: Ultramar. O primeiro andar exibe colecções arqueológicas da Alta Idade Média e do período românico, incluindo o tímpano de Palmou e dois profetas do Pórtico da Glória da catedral de Santiago de Compostela. No segundo andar, outras salas são dedicadas às coleções de cerâmica.

## Galeria

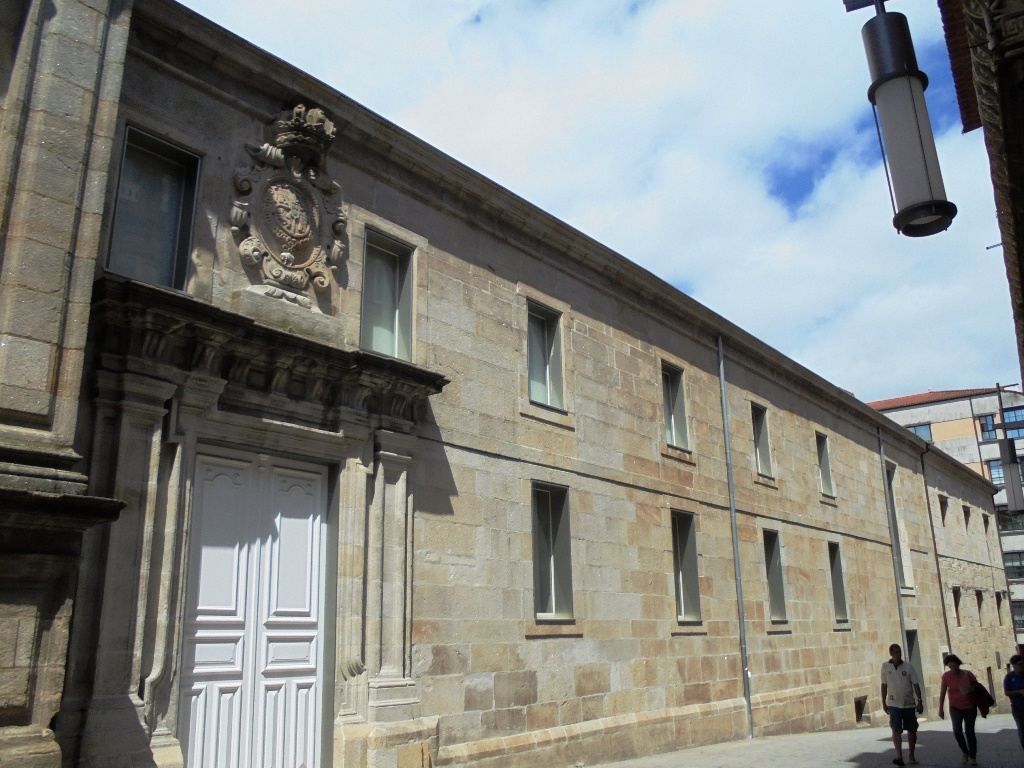
A fachada principal do Colégio da Companhia
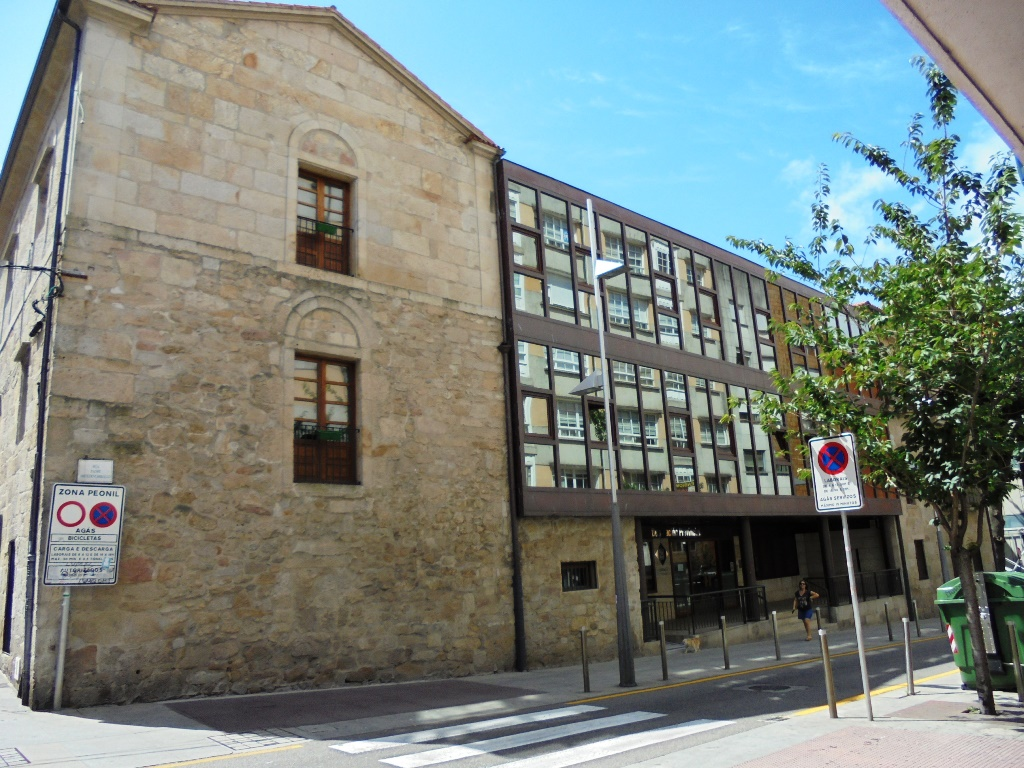
Fachada da rua Cobián Roffignac
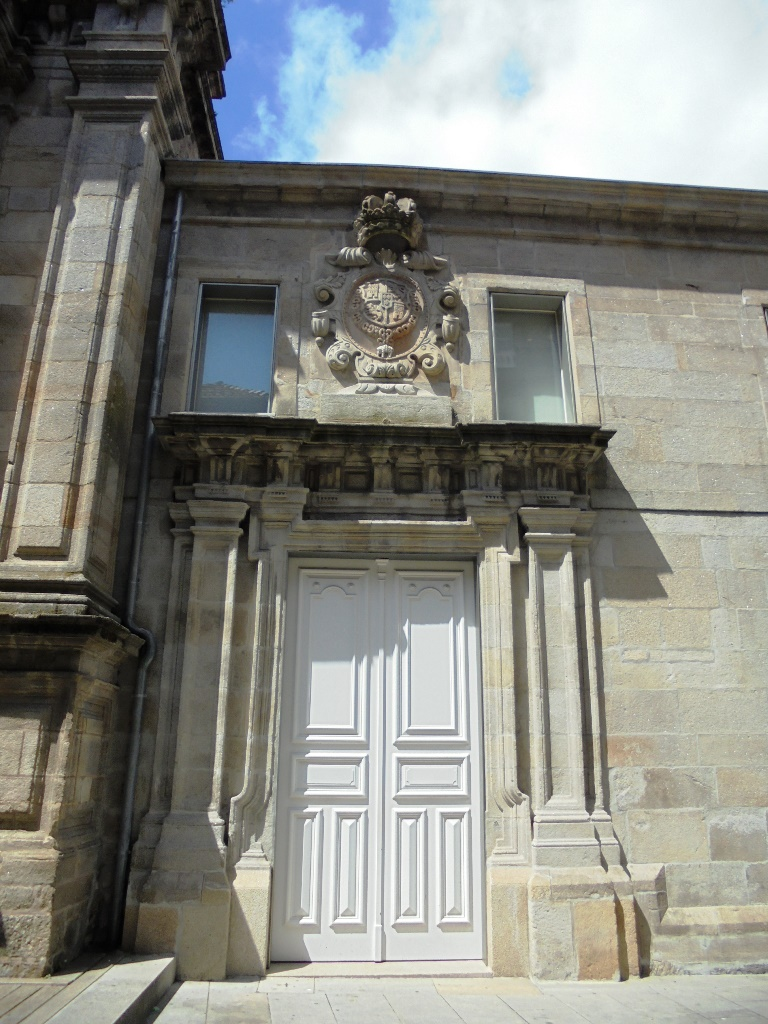
Porta da frente
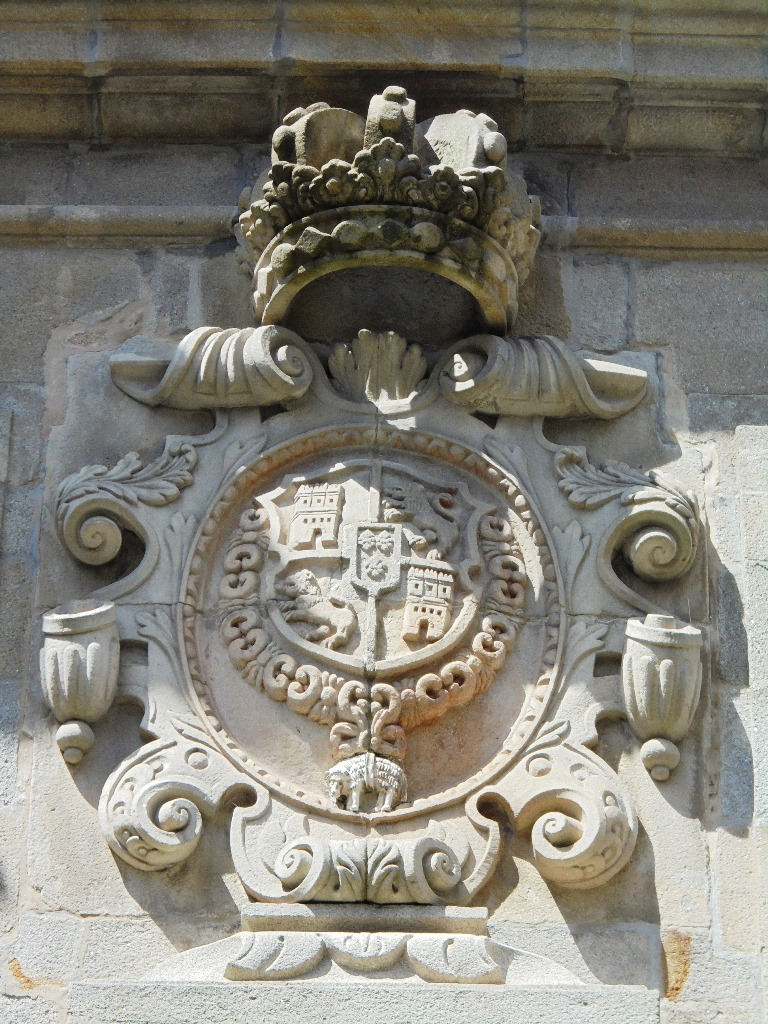
Brasão da Espanha acima da porta
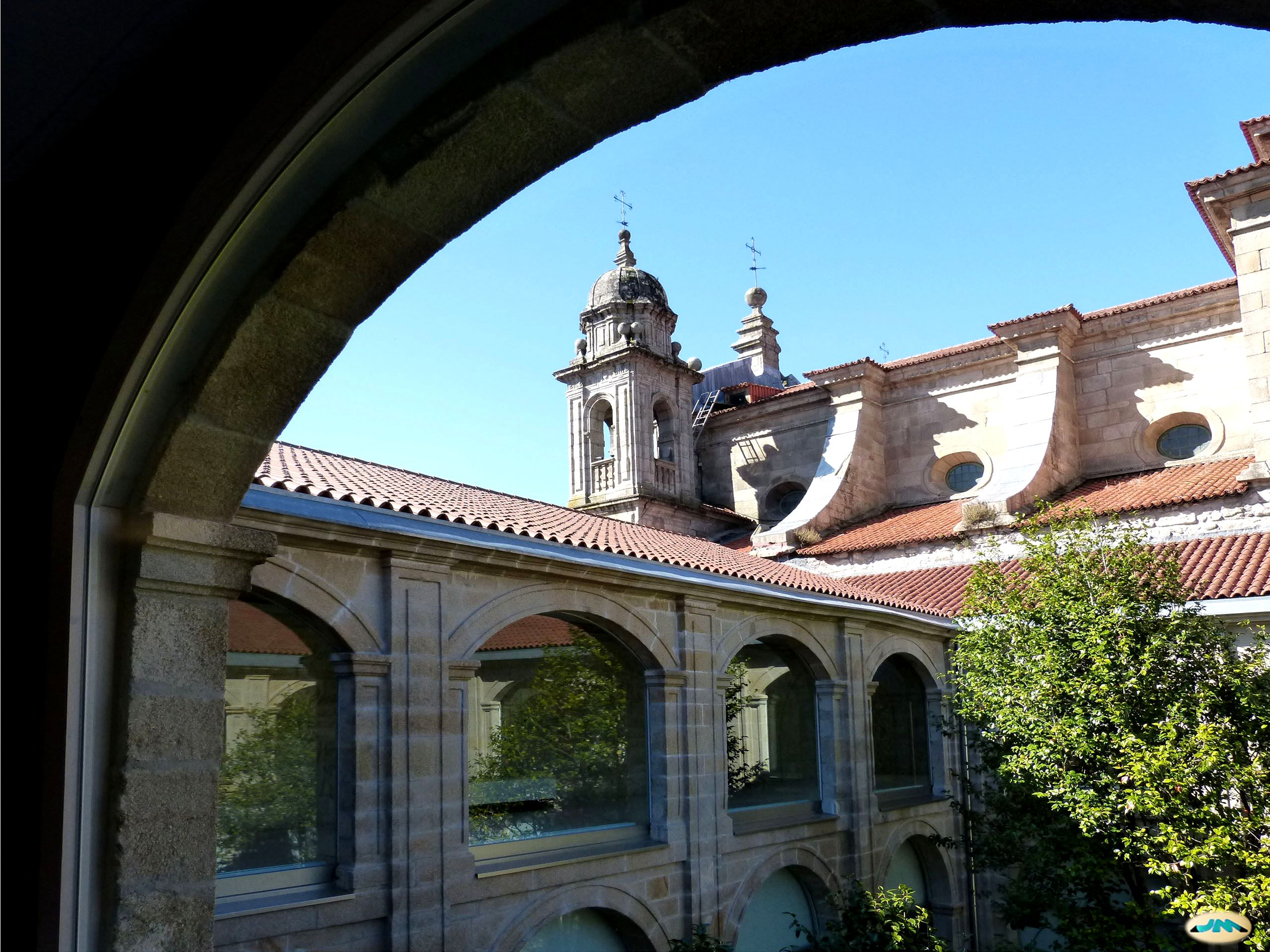
Claustro e Igreja de São Bartolomeu ao lado
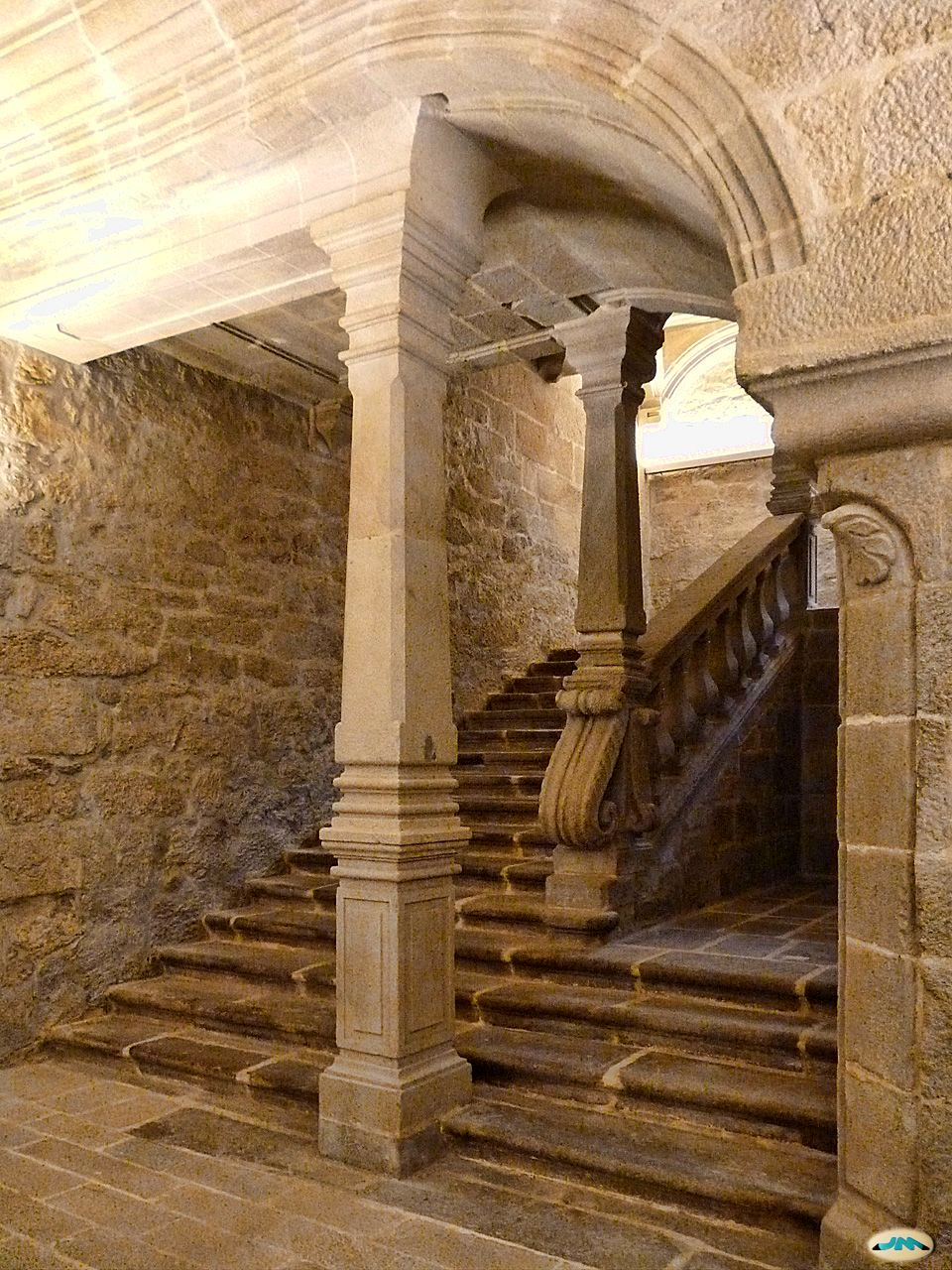
Escadaria interna
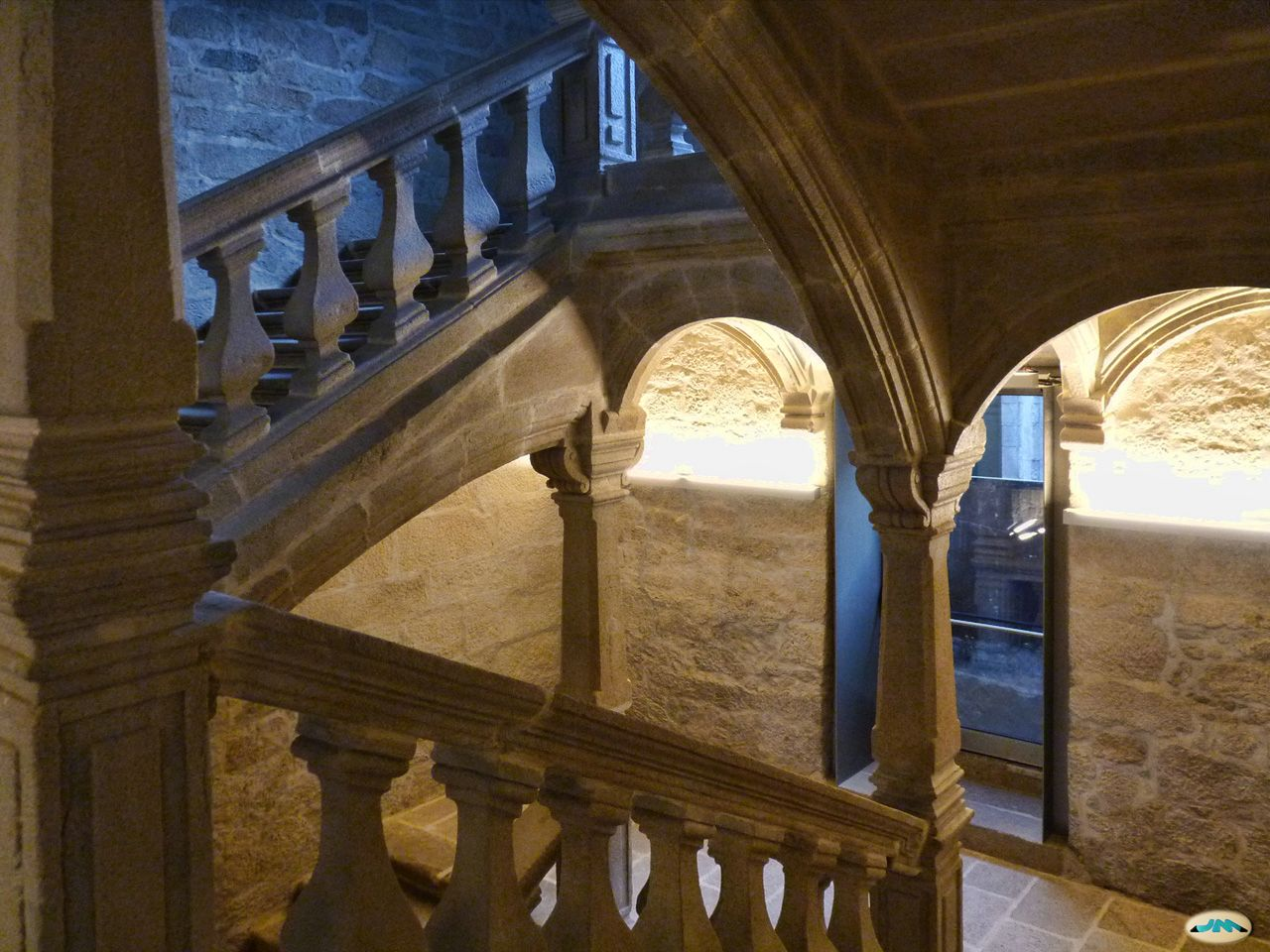
Escadaria
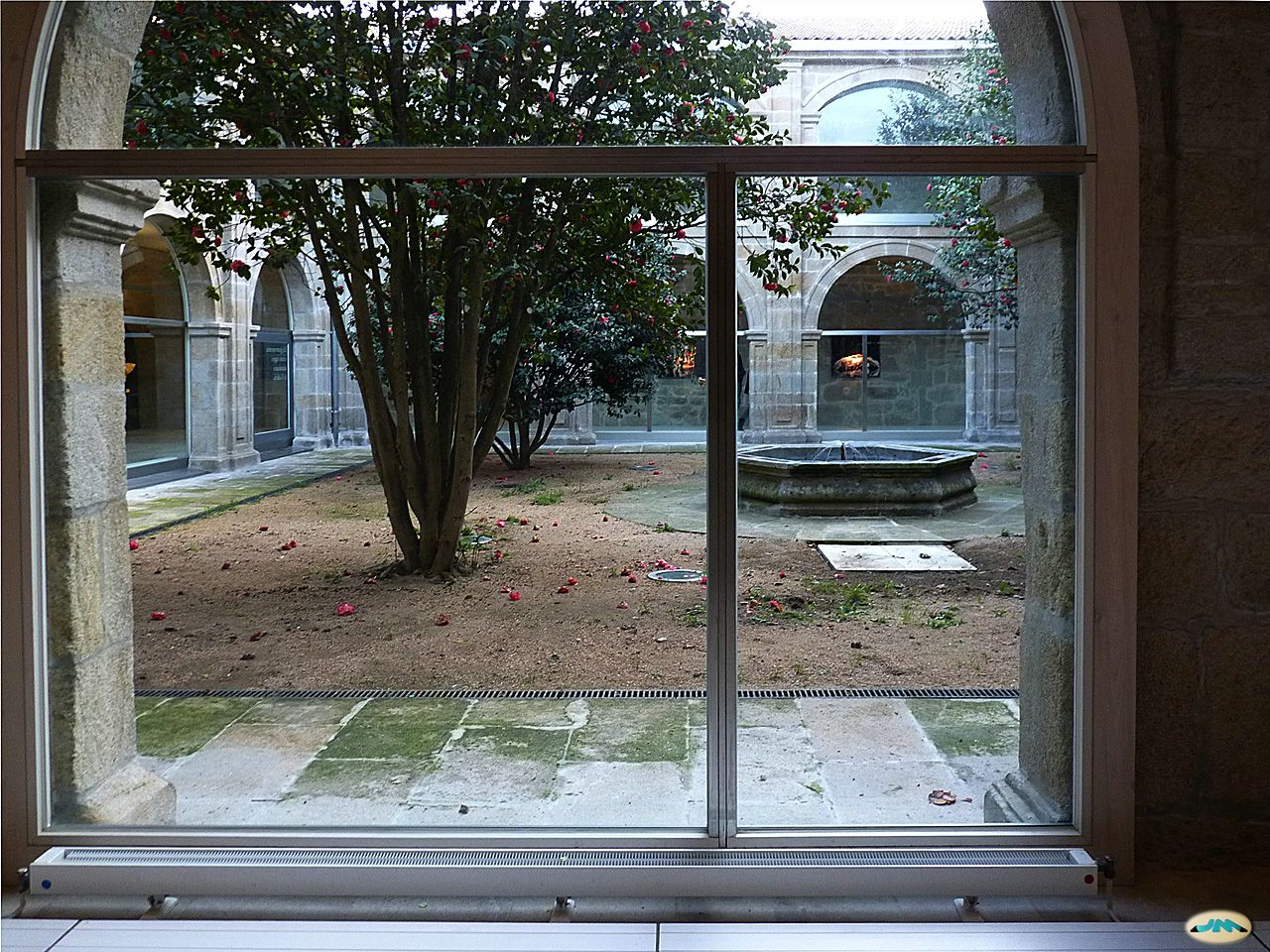
Claustro no rés-do-chão
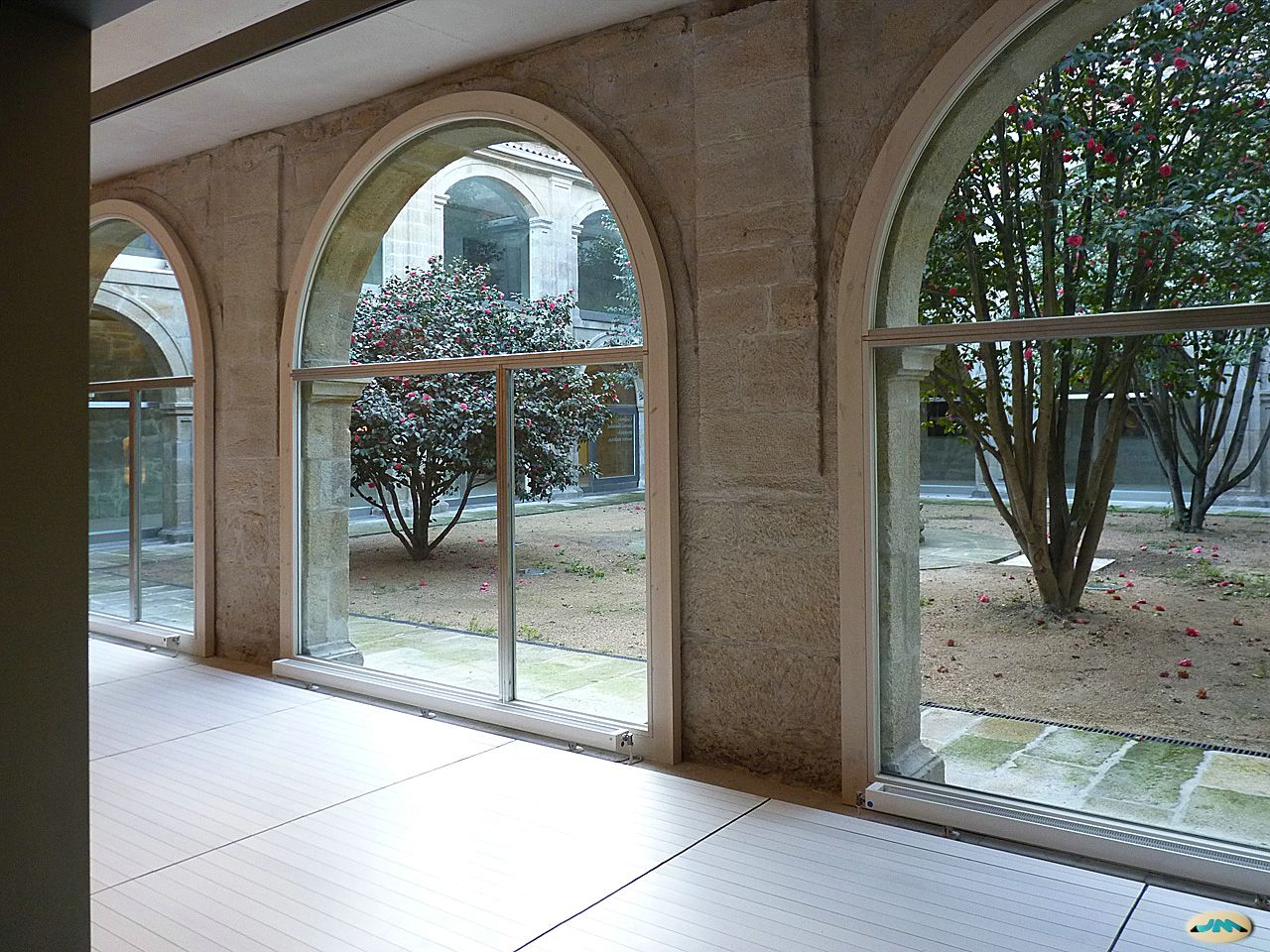
Claustro
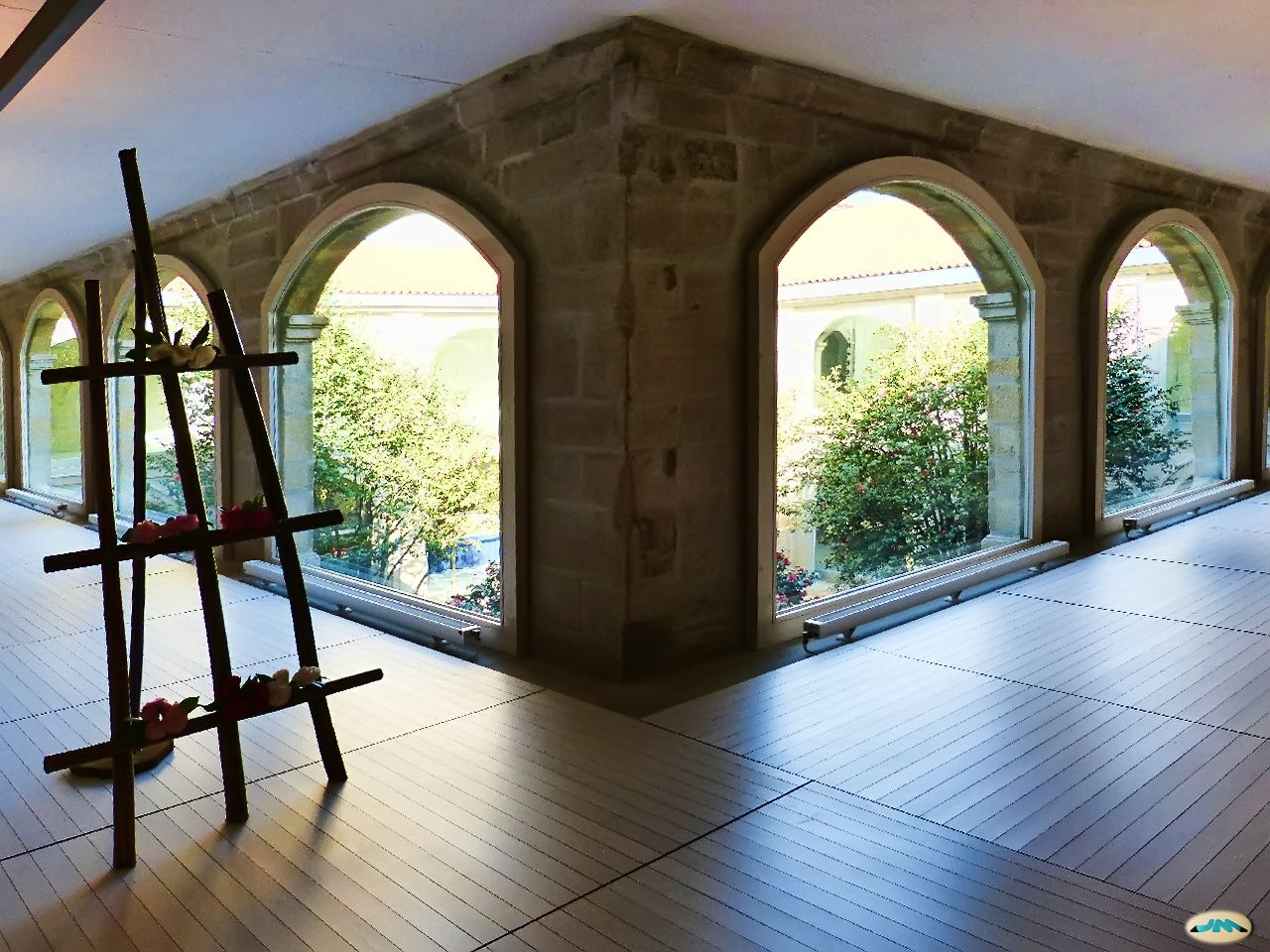
Claustro no primeiro andar

### Outros artigos
- Igreja de São Bartolomeu de Pontevedra
- Rua Sarmiento
- Arquitetura barroca
- Companhia de Jesus